# Ridane
Ridane (em árabe: ريدان) é uma cidade e comuna localizada na província de Bouira, Argélia. Segundo o censo de 2008, a população total da cidade era de 3 268 habitantes.